# (79419) Gaolu
(79419) Gaolu est un astéroïde de la ceinture principale.

## Description
(79419) Gaolu est un astéroïde de la ceinture principale. Il fut découvert le 26 juin 1997 à la station de Xinglong par le programme Beijing Schmidt CCD Asteroid Program. Il présente une orbite caractérisée par un demi-grand axe de 2,54 UA, une excentricité de 0,14 et une inclinaison de 13,9° par rapport à l'écliptique.

## Compléments